# Petyr Żekow
Petyr Petrow Żekow (bułg. Петър Петров Жеков, ur. 10 października 1944 w Kniżowniku, zm. 18 lutego 2023 w Sofii) – bułgarski piłkarz, który występował na pozycji napastnika, reprezentant Bułgarii w latach 1964–1973, srebrny medalista igrzysk olimpijskich, trener piłkarski.

## Kariera klubowa
Grę w piłkę nożną na poziomie seniorskim zaczął w Dimitrogradzie Kniżownik, dla którego zdobył 8 goli w 25 występach. Później grał w Beroe Stara Zagora, gdzie dwukrotnie zdobył koronę króla strzelców ligi. W latach 1968–1975 był zawodnikiem CSKA Sofia. W jego barwach zdobył łącznie 144 gole, co dało mu czterokrotnie tytuł króla strzelców. W 1996 roku – w wieku 51 lat – zaliczył 6 meczów w drugoligowym Beroe Stara Zagora.
Ogółem w rodzimej lidze Żekow zdobył 253 bramki. W 1969 roku otrzymał Europejski Złoty But dla najskuteczniejszego napastnika Europy. Do września 2021 roku był najskuteczniejszym piłkarzem w historii bułgarskiej ekstraklasy, kiedy to wyprzedził go Martin Kamburow.

## Kariera reprezentacyjna
13 października 1963 zadebiutował w reprezentacji Bułgarii w towarzyskim meczu ze Związkiem Radzieckim (0:1). Brał udział w Mistrzostwach Świata 1966 i 1970 oraz w Igrzyskach Olimpijskich 1968, na których zdobył z Bułgarią srebrny medal. Łącznie w latach 1964–1973 rozegrał w drużynie narodowej 45 spotkań, w których zdobył 25 bramek.

## Kariera trenerska
W latach 1976–1977 trenował Hebyr Pazardżik. Następnie prowadził Dobrudżę Dobricz i Wichren Sandanski.

## Sukcesy

### CSKA Sofia
- Mistrzostwo Bułgarii: 1968/1969, 1970/1971, 1971/1972, 1972/1973, 1974/1975
- Puchar Bułgarii: 1968/1969, 1971/1972, 1972/1973, 1973/1974

### Indywidualne
- Europejski Złoty But: 1968/1969
- Król strzelców A RFG: 1966/1967 (21 goli), 1967/1968 (31 goli), 1968/1969 (36 goli), 1969/1970 (31 goli), 1971/1972 (27 goli), 1972/1973 (29 goli)

## Życie prywatne
Zmarł we śnie 18 lutego 2023 w Sofii w wieku 78 lat. Na znak żałoby po nim ogłoszono, że piłkarze CSKA Sofia do końca sezonu będą występować w czarnych opaskach. 